# Seseli annuum
Sommarsilja (Seseli annuum) är en flockblommig växtart som beskrevs av Pall.. Seseli annuum ingår i släktet säfferötter, och familjen flockblommiga växter. Inga underarter finns listade i Catalogue of Life.

## Bildgalleri

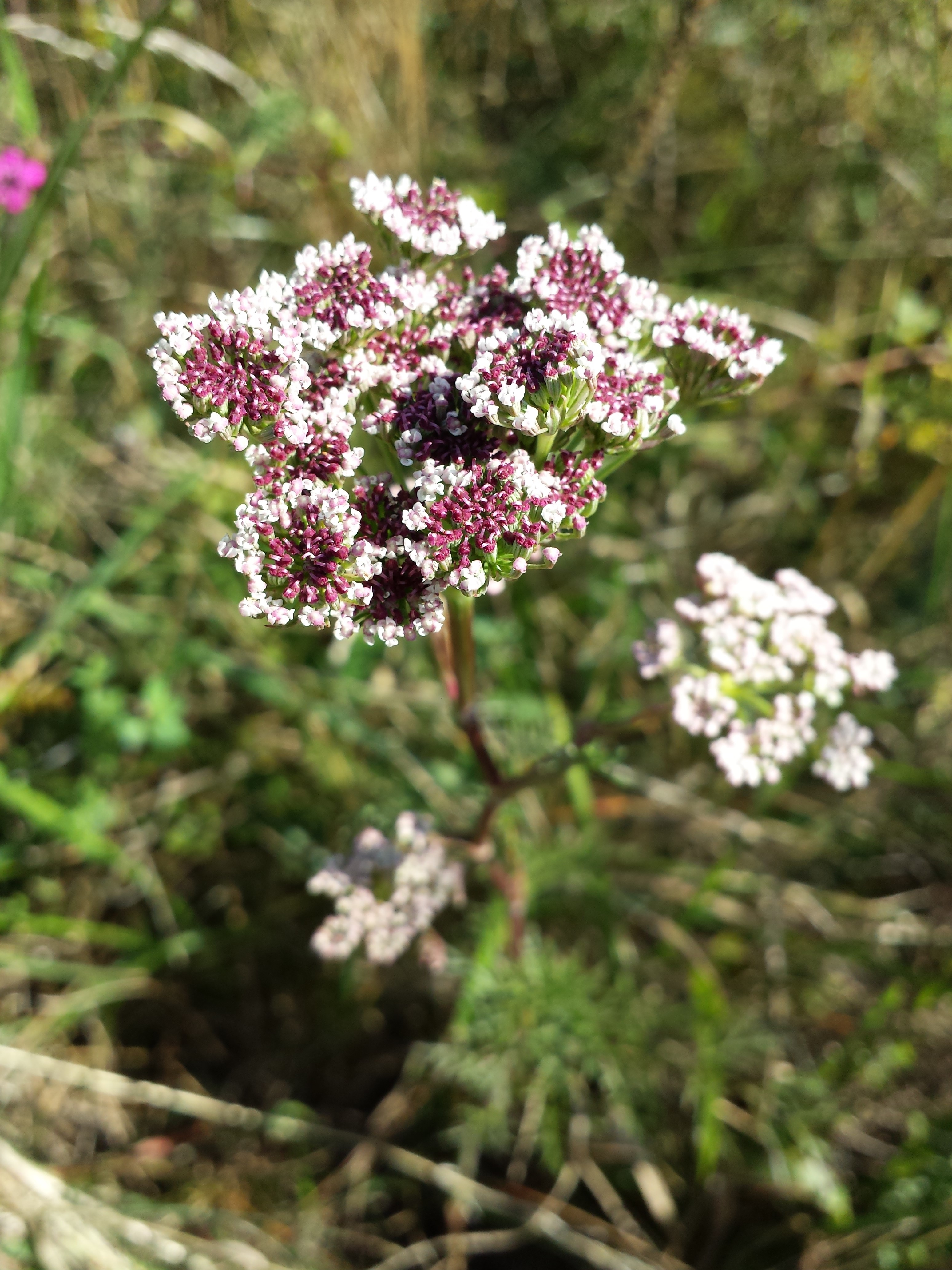
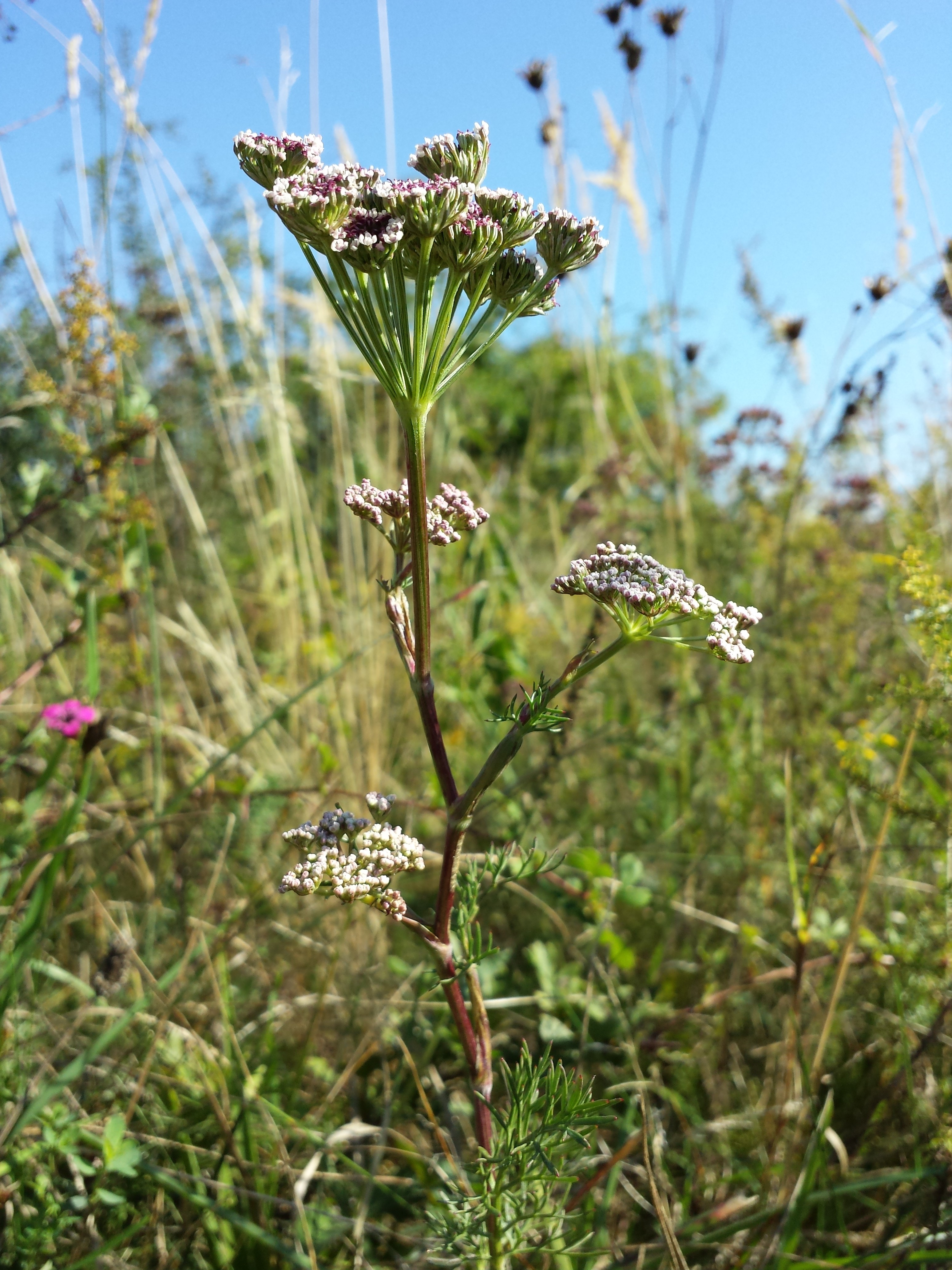
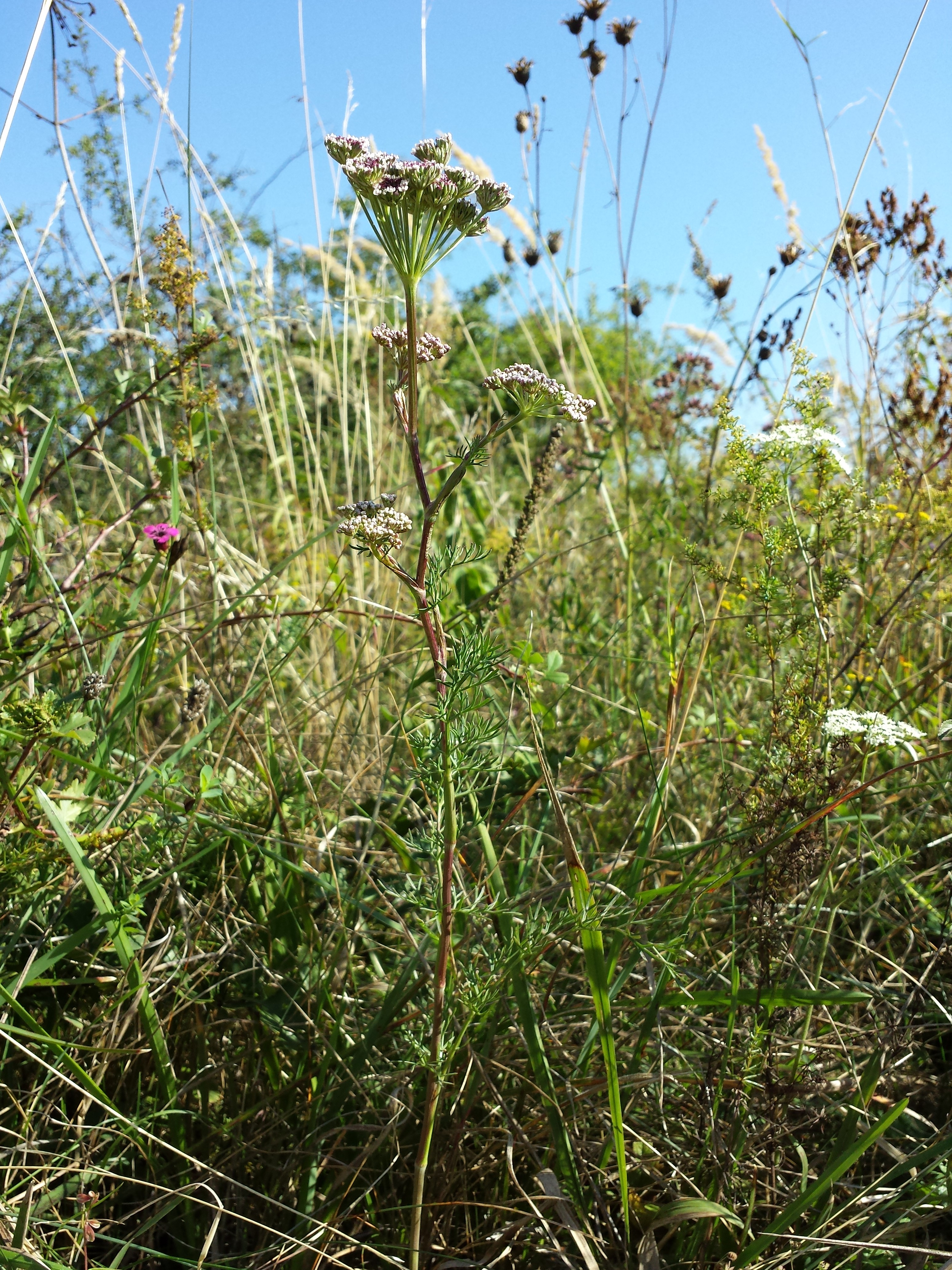
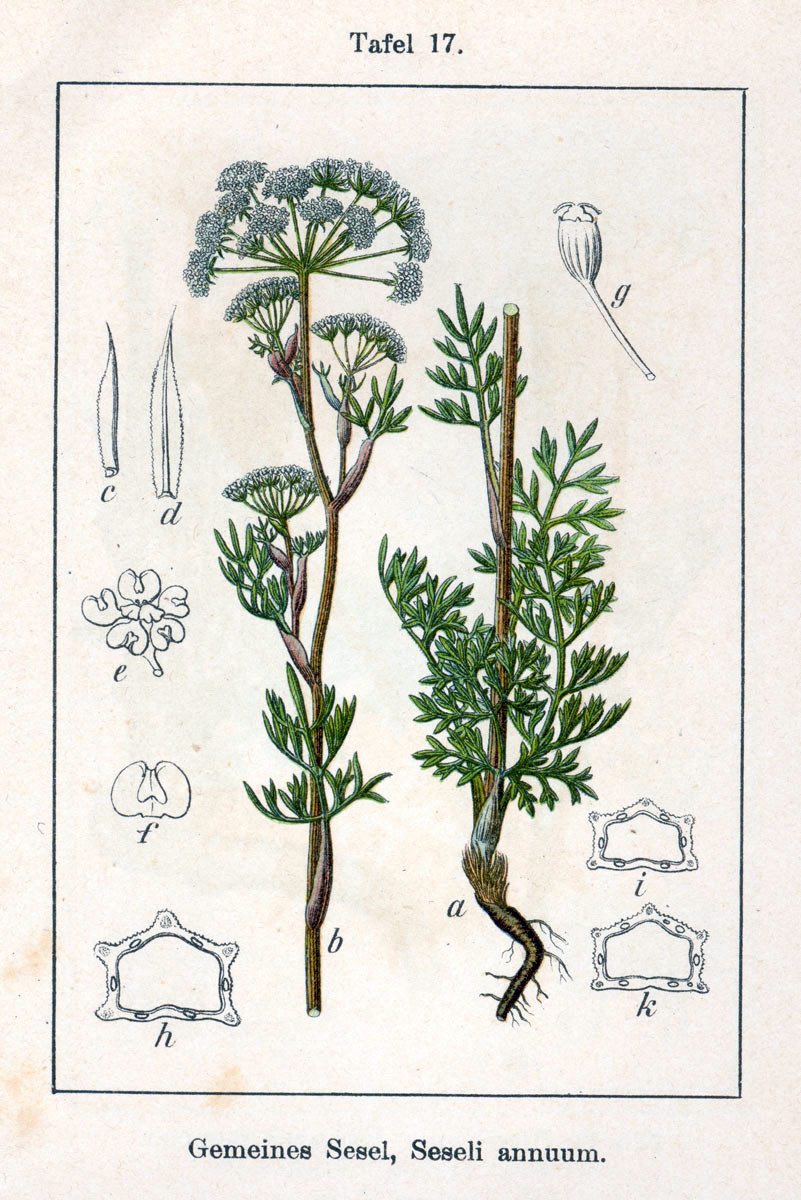
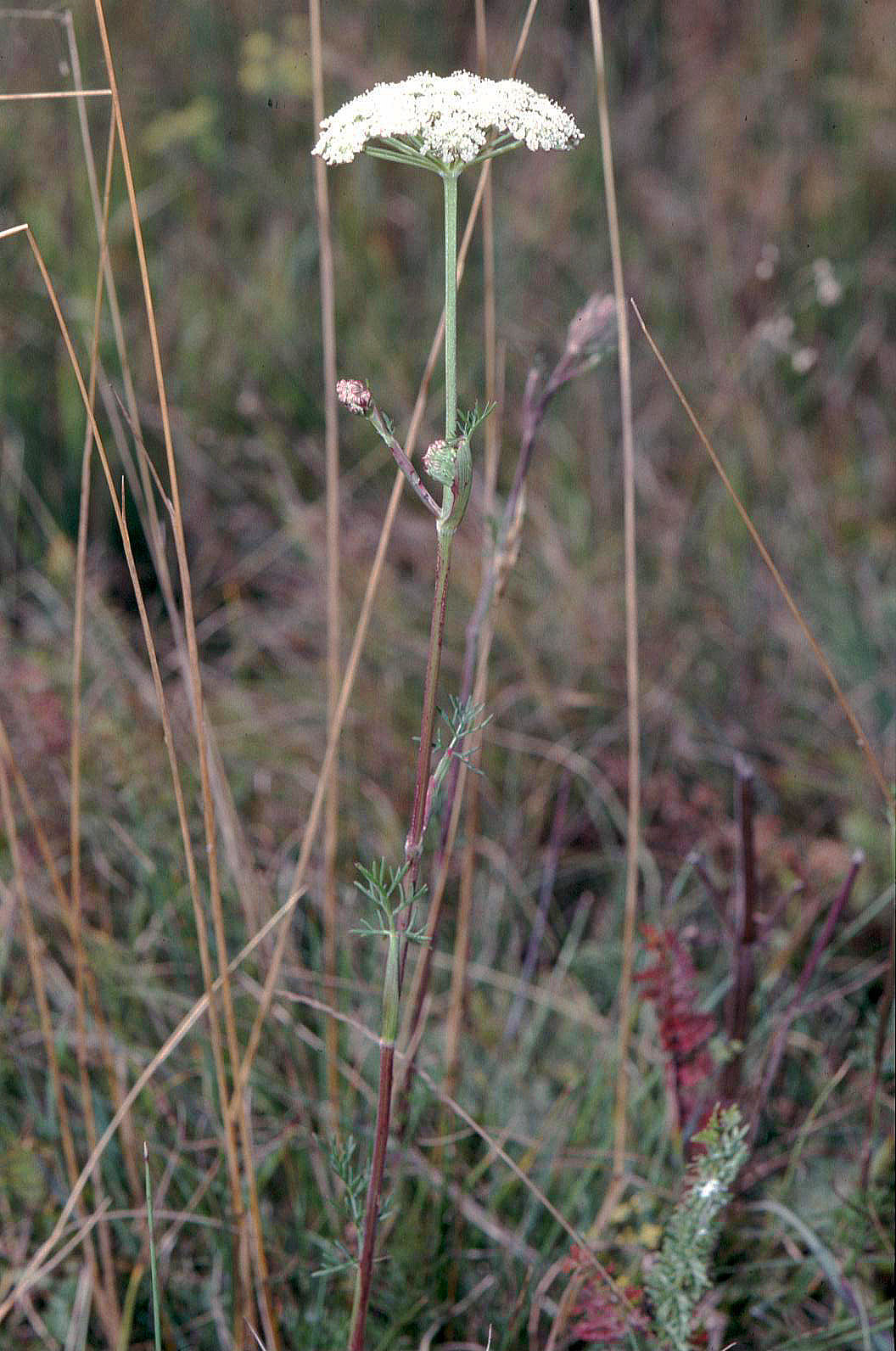
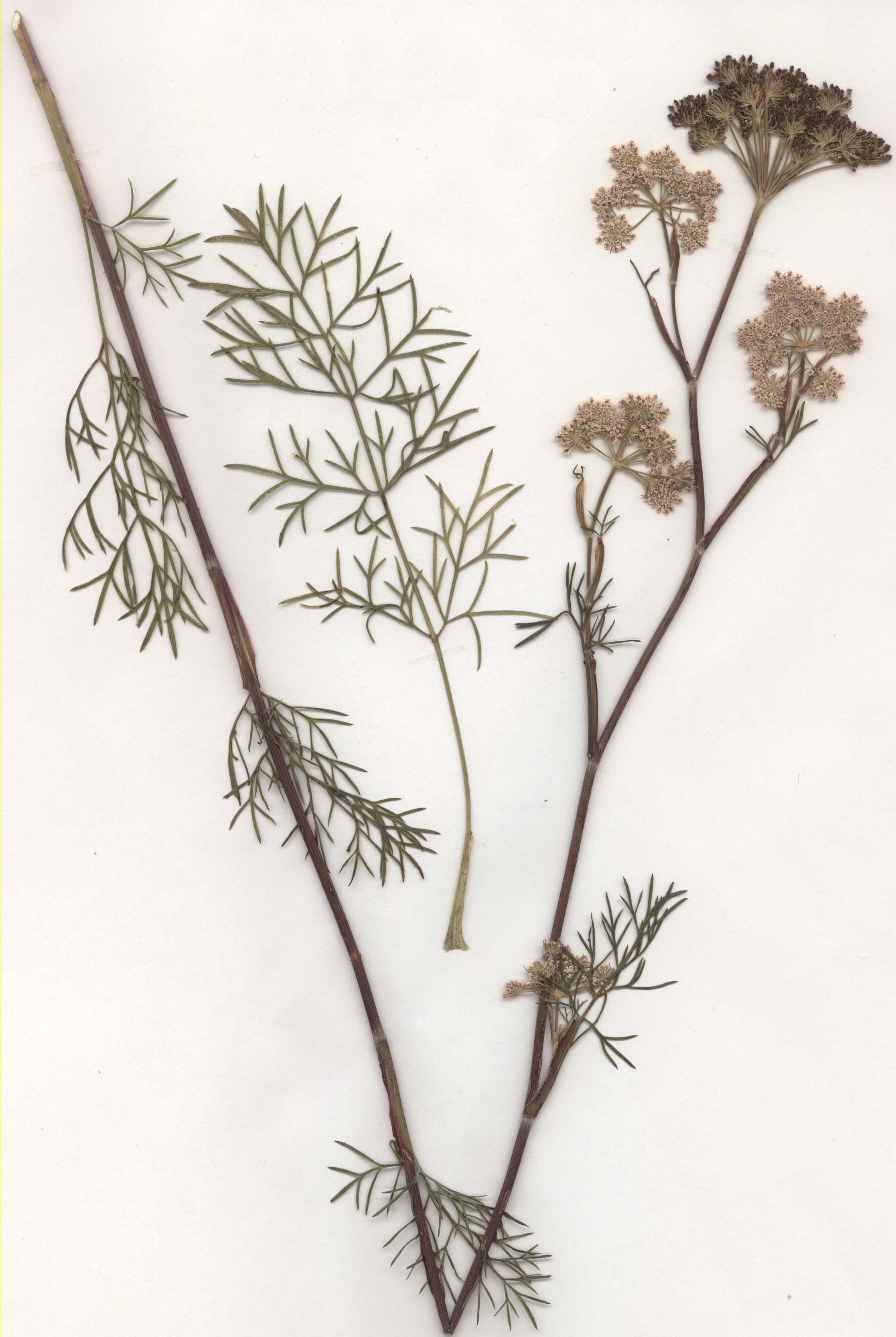